# Volley-ball aux Jeux européens de 2015
Navigation
Édition suivante
Le volley-ball aux Jeux européens de 2015 a lieu au Baku Crystal Hall, à Bakou, en Azerbaïdjan, du 13 au 28 juin 2015. 4 épreuves sont au programme, deux en salle et deux en beach-volley.

## Qualifications

### Salle
Chaque compétition acceptera douze équipes inscrites. La qualification pour le volley-ball en salle pour les jeux européens de 2015 est basée sur les classements européens. Ces classements seront pris le 1er janvier 2015, et basés sur le classement CEV et sur la participation à la ligue européenne. En tant qu'hôtes, l'Azerbaïdjan a le droit à l'entrée dans les deux compétitions, et les nations sont limitées à seule équipe de 14 joueurs dans chaque compétition . [ 2 ]

### Beach-volley
Chaque compétition acceptera 32 équipes inscrites. La qualification pour le beach-volley sera basée sur le classement CEV du Beach Volley au 1er janvier 2015. Les 30 premières équipes au classement seront invités à participer, sous réserve d'une entrée maximum de deux équipes par nation, tandis que deux places de l'équipe seront réservés dans chaque compétition pour les hôtes (Azerbaïdjan).

### Qualification pour les jeux olympiques d'été de 2016
La fédération internationale de volley-ball a attribué les mêmes points de classement que les Continental Tour qui seront utilisés pour la qualification olympique à Rio.

## Calendrier
| ● | Jour de compétition |  | Jour de finale | 1 | Nombre de finales |

| Juin        | Juin        | 12 Ven | 13 Sam | 14 Dim | 15 Lun | 16 Mar | 17 Mer | 18 Jeu | 19 Ven | 20 Sam | 21 Dim | 22 Lun | 23 Mar | 24 Mer | 25 Jeu | 26 Ven | 27 Sam | 28 Dim | Épreuves |
| ----------- | ----------- | ------ | ------ | ------ | ------ | ------ | ------ | ------ | ------ | ------ | ------ | ------ | ------ | ------ | ------ | ------ | ------ | ------ | -------- |
| Volley-ball | Volley-ball |        | ●      | ●      | ●      | ●      | ●      | ●      | ●      | 1      | 1      | ●      | ●      | ●      | ●      | ●      | 1      | 1      | 4        |

## Médaillés
| Épreuve                     | Or | Argent | Bronze |
| --------------------------- | --- | --- | --- |
| Beach-Volley hommes détails | Martins Plavins Haralds Regza | Dimitry Barsouk Yaroslav Koshkarev | Premysl Kubala Jan Hadrava |
| Beach-Volley femmes détails | Nicole Eiholzer Nina Betschart | Lena Maria Plesiutschnig Katharina Schutzenhofer | Ieva Dumbauskaite Monika Povilaityte |
| Volley Hommes détails       | Allemagne Christian Fromm Sebastian Kühner Denys Kaliberda Marcus Böhme Jochen Schöps (capitaine) Lukas Kampa Ferdinand Tille Tom Strohbach Tim Broshog Jan Zimmermann Michael Andrei Björn Höhne Matthias Pompe Falko Steinke               | Bulgarie Georgi Bratoev Rozalin Penchev Martin Bozhilov Svetoslav Gotsev Velizar Chernokozhev Branimir Grozdanov Dobromir Dimitrov Valentin Bratoev Jani Jeliazkov Todor Aleksiev (capitaine) Nikolay Nikolov Borislav Apostolov Ventsislav Ragin Petar Karakashev    | Russie Ilia Vlasov Dmitry Kovalev (capitaine) Ivan Demakov Igor Kobzar Alexander Markin Igor Filippov Alexey Kabeshov Alexander Kimerov Dmitri Volkov Victor Poletaev Maksim Zhigalov Egor Kliuka Sergey Nikitin Roman Bragin     |
| Volley Femmes détails       | Turquie Çağla Akın Kübra Akman Seda Aslanyürek Naz Aydemir Dicle Nur Babat Büşra Cansu Merve Dalbeler Meliha İsmailoğlu Aslı Kalaç Gizem Güreşen Karadayı Güldeniz Önal Paşalıoğlu (capitaine) Neriman Özsoy Polen Uslupehlivan Gözde Yılmaz | Pologne Anna Werblińska Maja Tokarska Izabela Bełcik (capitaine) Agnieszka Kąkolewska Agnieszka Bednarek-Kasza Anna Miros Katarzyna Zaroślińska Agata Sawicka Daria Paszek Sylwia Pycia Agata Durajczyk Joanna Wołosz Natalia Kurnikowska Katarzyna Skowrońska-Dolata | Serbie Maja Savić Marta Drpa Bojana Živković Mina Popović Tijana Malešević Brižitka Molnar Brankica Mihajlović Jelena Nikolić (capitaine) Ana Bjelica Jovana Stevanović Milena Rašić Silvija Popović Slađana Mirković Bianka Buša |

## Tableau des médailles
| Rang  | Nation    | Or | Argent | Bronze | Total |
| ----- | --------- | -- | ------ | ------ | ----- |
| 1     | Lettonie  | 1  |        |        | 1     |
| -     | Suisse    | 1  |        |        | 1     |
| -     | Turquie   | 1  |        |        | 1     |
| -     | Allemagne | 1  |        |        | 1     |
| 5     | Russie    |    | 1      | 1      | 2     |
| 6     | Autriche  |    | 1      |        | 1     |
| -     | Pologne   |    | 1      |        | 1     |
| -     | Bulgarie  |    | 1      |        | 1     |
| 9     | Tchéquie  |    |        | 1      | 1     |
| -     | Lituanie  |    |        | 1      | 1     |
| -     | Serbie    |    |        | 1      | 1     |
| Total | Total     | 4  | 4      | 4      | 12    |